# 舞國英雄譜
《舞國英雄譜》（英語：Center Stage）是一部于2000年上映的美国青春劇情片，由尼古拉斯·希特纳（Nicholas Hytner）执导，讲述了一群来自不同背景的年轻芭蕾舞者进入虚构的纽约美国芭蕾学院学习的故事。影片探索了职业舞蹈世界中的种种问题和困难，以及每个角色如何应对压力。这部电影也是演员佐伊·索尔达娜和阿曼达·舒尔（Amanda Schull）的电影处女作。
电影原声带中的单曲〈I Wanna Be with You〉由曼迪·穆尔演唱。这首歌成为穆尔在美国排行榜中成绩最高的单曲，排名第24位，也是她唯一一首进入美国前40的歌曲。该曲在告示牌百大單曲榜上停留了16周，在榜单的第9周达到巅峰。

## 剧情
经过一系列全国范围的甄选，十二名年轻舞者成功进入虚构的美国芭蕾舞团（American Ballet Company）附属的美国芭蕾学院（American Ballet Academy，灵感来源于美国芭蕾学校，School of American Ballet）。在学年结束时，将举办一场最终舞蹈演出，决定哪三男三女能被选入舞团。这次演出也为学生们展示才华、吸引其他芭蕾舞团提供了机会。因此，演出中的主角位置对舞者未来的发展至关重要。
影片主要围绕明星学生莫琳、天真新生乔迪·索耶和机智的伊娃·罗德里格兹展开，同时描绘了舞团的年长编舞兼导演乔纳森·里夫斯，以及舞团明星舞者兼编舞新星库珀·尼尔森之间的紧张关系。库珀的前女友舞者凯瑟琳曾经离开他，与乔纳森在一起，进一步加剧了他们的矛盾。
莫琳是一个隐性暴食症患者，虽然在舞团中取得了成功，却始终感到痛苦。直到她遇见了帅气的医学预科学生吉姆，让她看到了一种没有芭蕾的生活。莫琳的控制欲极强的母亲南希对此深感不满。伊娃天赋异禀，但因为不好的态度和与导师的冲突，只能被分配到舞群中。乔迪虽然充满激情，但由于脚步动作不佳，在课堂上挣扎不已。乔迪的父母和老师尝试说服她放弃，但她拒绝放弃自己的梦想。在一次现代舞课上，乔迪遇见了库珀，库珀激励了她对舞蹈的热爱。两人发生了一夜情，但库珀事后对乔迪漠不关心，让她感到迷惘。
在学年末的演出中，乔纳森让莫琳担任主要角色，而伊娃继续待在舞群中。库珀基于他与凯瑟琳的失败关系编排了一支摇滚/流行音乐芭蕾舞，挑选乔迪担任主角，与查理和埃里克搭档。查理喜欢乔迪，在排练中鼓励她不要在意库珀的批评。在最后一次彩排中，埃里克受伤，库珀决定亲自上阵，加剧了他与乔迪和查理之间的紧张关系。受埃里克受伤事件的影响，莫琳找到了吉姆，坦言自己不再想跳舞。同时，乔迪和伊娃在下班后加紧排练，而伊娃终于开始接受舞蹈导师朱丽叶·西蒙的指导。
在演出中，莫琳没有现身，主角位置由伊娃接替。她的表现令观众和舞团印象深刻。莫琳的母亲非常生气，但莫琳坚持认为跳舞不再是她的梦想，她决定按照自己的意愿生活。库珀的摇滚/流行芭蕾也大获好评。演出后，库珀告诉乔迪，他找到了资金支持，打算创立自己的舞团，邀请乔迪担任首席舞者。虽然库珀试图修复与乔迪的关系，但乔迪拒绝了他，选择了查理。凭借演出中的出色表现和改善的态度，伊娃被乔纳森邀请加入美国芭蕾舞团。查理和埃里克也成功入选，而他们的室友谢尔盖则与女友加莉娜一起加入了旧金山芭蕾舞团。
在片尾字幕中，这些舞者在各自的舞团中排练，而莫琳则与吉姆一起开始大学课程，最终交到了朋友。

## 演员
- 阿曼达·舒尔 饰 乔迪·索耶（Jody Sawyer）
- 佐伊·索尔达娜 饰 伊娃·罗德里格兹（Eva Rodríguez）
- 苏珊·梅·普拉特（英语：Susan May Pratt） 饰 莫琳·卡明斯（Maureen Cummings）
- 彼得·蓋勒 饰 乔纳森·里夫斯（Jonathan Reeves）
- 德布拉·蒙克 饰 南希·卡明斯（Nancy Cummings）
- 伊桑·斯蒂费尔（英语：Ethan Stiefel） 饰 库珀·尼尔森（Cooper Nielson）
- 萨沙·拉德茨基（英语：Sascha Radetsky） 饰 查尔斯“查理”·西姆斯（Charles "Charlie" Sims）
- 唐娜·墨菲 饰 朱丽叶·西蒙（Juliette Simone）
- 朱莉·肯特（英语：Julie Kent (dancer)） 饰 凯瑟琳·多诺休（Kathleen Donahue）
- 伊利亚·库里克 饰 谢尔盖（Sergei）
- 伊昂·拜利 饰 詹姆斯“吉姆”·戈登（James "Jim" Gordon）
- 沙基姆·埃文斯（英语：Shakiem Evans） 饰 埃里克“奥·琼斯”（Erik "O. Jones" Jones）
- 伊丽莎白·哈伯德（英语：Elizabeth Hubbard） 饰 琼·米勒（Joan Miller）

百老汇演員普莉西拉·洛佩兹（Priscilla Lopez）在乔迪和库珀的现代舞课中客串饰爵士舞导师。

## 原声带
电影中的单曲〈I Wanna Be with You〉由曼迪·穆尔演唱。这首歌成为穆尔在美国排行榜上成绩最高的单曲，排名第24位，也是她唯一进入美国前40的歌曲。在告示牌百大單曲榜上停留了16周。
1. "I Wanna Be with You" – Mandy Moore
2. "First Kiss" – i5
3. "Don't Get Lost in the Crowd" – Ashley Ballard
4. "We're Dancing" – P.Y.T.
5. "Friends Forever" – Thunderbugs
6. "Get Used to This" – Cyrena
7. "A Girl Can Dream" – P.Y.T.
8. "Cosmic Girl" – Jamiroquai
9. "Higher Ground" – Red Hot Chili Peppers
10. "Come Baby Come" – Elvis Crespo & Gizelle D'Cole
11. "The Way You Make Me Feel" – Michael Jackson
12. "If I Was the One" – Ruff Endz
13. "Canned Heat" – Jamiroquai
14. "I Wanna Be with You" (Soul Solution Remix) – Mandy Moore

## 续集
这部电影的续集《舞動青春2》由雷切尔·布鲁克·史密斯主演，于2008年10月30日在澳大利亚影院首映，2008年11月1日在美国的Oxygen频道首播。
另一部续集《舞動青春：踮起足尖》于2016年6月25日在Lifetime频道首映。这部电影由妮可·穆尼奥斯和原《舞蹈妈妈》明星克洛伊·卢卡西亚克主演，還邀请了前两部电影中的演员担任年轻一代舞者的导师。

## 电视剧
2020年5月12日，正值电影上映20周年之际，宣布将製作一部衍生电视剧。珍妮佛·凱汀·羅賓遜将担任编剧、导演和执行制片人。原电影制片人劳伦斯·马克也将担任执行制片人。该剧将围绕一群新的学生展开，他们将在现由库珀·尼尔森管理的美国芭蕾学院学习。